# Berliet RBAD
 (janvier 2024).
Si vous disposez d'ouvrages ou d'articles de référence ou si vous connaissez des sites web de qualité traitant du thème abordé ici, merci de compléter l'article en donnant les références utiles à sa vérifiabilité et en les liant à la section « Notes et références ».
 (janvier 2024).
La mise en forme du texte ne suit pas les recommandations de Wikipédia : il faut le « wikifier ».
Les points d'amélioration suivants sont les cas les plus fréquents. Le détail des points à revoir est peut-être précisé sur la page de discussion.
- Les titres sont pré-formatés par le logiciel. Ils ne sont ni en capitales, ni en gras.
- Le texte ne doit pas être écrit en capitales (les noms de famille non plus), ni en gras, ni en italique, ni en « petit »…
- Le gras n'est utilisé que pour surligner le titre de l'article dans l'introduction, une seule fois.
- L'italique est rarement utilisé : mots en langue étrangère, titres d'œuvres, noms de bateaux, etc.
- Les citations ne sont pas en italique mais en corps de texte normal. Elles sont entourées par des guillemets français : « et ».
- Les listes à puces sont à éviter, des paragraphes rédigés étant largement préférés. Les tableaux sont à réserver à la présentation de données structurées (résultats, etc.).
- Les appels de note de bas de page (petits chiffres en exposant, introduits par l'outil «  Source ») sont à placer entre la fin de phrase et le point final[comme ça].
- Les liens internes (vers d'autres articles de Wikipédia) sont à choisir avec parcimonie. Créez des liens vers des articles approfondissant le sujet. Les termes génériques sans rapport avec le sujet sont à éviter, ainsi que les répétitions de liens vers un même terme.
- Les liens externes sont à placer uniquement dans une section « Liens externes », à la fin de l'article. Ces liens sont à choisir avec parcimonie suivant les règles définies. Si un lien sert de source à l'article, son insertion dans le texte est à faire par les notes de bas de page.
- La présentation des références doit suivre les conventions bibliographiques. Il est recommandé d'utiliser les modèles {{Ouvrage}}, {{Chapitre}}, {{Article}}, {{Lien web}} et/ou {{Bibliographie}}. Le mode d'édition visuel peut mettre en forme automatiquement les références.
- Insérer une infobox (cadre d'informations à droite) n'est pas obligatoire pour parachever la mise en page.

Pour une aide détaillée, merci de consulter Aide:Wikification.
Si vous pensez que ces points ont été résolus, vous pouvez retirer ce bandeau et améliorer la mise en forme d'un autre article.
Construit à un unique exemplaire, l'autorail Berliet type RBAD fut le dernier modèle conçu et construit par ce fabricant pour la voie métrique en France. Il fait également partie des premiers à avoir été équipés d'un moteur diésel.

## Histoire
Au début des années 1930, les Automobiles M. Berliet, qui venaient de sortir d'une décennie de tutelle, tentèrent de se relancer dans le secteur des autorails à voie métrique, où ses premiers modèles à essence n'avaient pas tous rencontrés le succès espéré.
Ils répondirent donc positivement à la consultation lancée par le département de la Côte-d'Or en mars 1933. De celle-ci découla la soumission du 1er mai, qui répondait à un cahier des charges qui imposait un modèle unidirectionnel, avec bogie porteur à l'avant, et moteur diésel.
L'autorail devait par ailleurs être capable de :
- tracter une remorque de 6 tonnes entre Dijon et Val-Suzon, ainsi qu'entre Châtillon-sur-Seine et Aisey-sur-Seine ;
- atteindre 20 km/h en rampe de 40 mm/m et courbes de 50 mètres ;
- soutenir une vitesse commerciale de 27 km/h entre Dijon et Châtillon-sur-Seine.

Le 4 mai, la Commission Départementale de la Côte-d'Or valida la soumission Berliet, pour un prix de 238 050 francs.
Avant même d'avoir pu être achevé, cet engin se retrouva sans emploi, en raison de la décision d'abandonner les essais d'autorails sur le réseau de la Régie Départementale des chemins de fer de la Côte-d'Or, votée le 27 septembre par le Conseil Général. Dès le 20 novembre, le service des Ponts-et-Chaussées annonça par courrier à une bonne partie des autres départements qu'il avait à céder un autorail neuf, au prix de 245 000 francs.
Inquiet de cette situation, Berliet s'enquit en fin d'année de la nécessité de mettre en chantier la caisse de l'autorail. Le 9 janvier 1934, l'ingénieur en chef des Ponts-et-Chaussées de la Côte-d'Or l'enjoignit à poursuivre sa construction, mais sans prévoir de livrée particulière, ou de lettres d'ordre sur la carrosserie.
Faute de repreneur identifié, Berliet proposa finalement au cours du premier semestre de conserver l'autorail contre 210 000 francs, et une promesse d'achat d'autocars de sa fabrication. Cette transaction fut entérinée par un avenant au marché initial, signé le 17 juillet 1934.
Berliet se retrouva donc - en étant à peu près rentré dans ses frais - avec un autorail neuf sans emploi, dans une période où très peu de départements souhaitaient encore investir dans leurs voies ferrées d'intérêt local. Et ceux qui voulaient bien le faire recherchaient plutôt des modèles plus modernes, réversibles et à bogies.
Afin de faire un peu de publicité autour de son existence, Berliet profita de la publication en février 1935 d'un article dédié aux nouveaux autorails à voie normale en cours d'étude pour le PLM pour y glisser un chapitre sur son autorail de type RBAD. Pour autant, aucun client ne se manifesta dans l'immédiat.
Par chance, le département du Doubs, qui cherchait à moderniser depuis 1933 l'exploitation de la ligne de Morteau à Trévillers, exploitée par les Chemins de fer régionaux de Franche-Comté, se retrouva dans l'obligation de trouver un autorail neuf afin d'organiser le service d'été 1936. Il se tourna donc vers Berliet, qui lui avait déjà proposé son exemplaire en stock en 1934 pour 225 000 francs.
Un accord fut assez rapidement trouvé entre les deux parties pour une location de 27 000 km, qui correspondait approximativement à une durée de cinq mois. Elle fut autorisée le 4 avril 1936 par la Commission Départementale du Doubs. Le département devait s'acquitter de 2 francs par kilomètre parcouru, jusqu'à concurrence de 15 000 km, puis 1 franc par km au-delà.

## Carrière
Mis sur rails à Morteau dès le 30 mai 1936, ses essais de réception se déroulèrent le 4 juin. Il fut officiellement autorisé à circuler à partir du 10 juin.
Devant les bons résultats obtenus, et faute d'avoir pu se décider à financer l'achat d'un autorail neuf à bogies, le département du Doubs décida le 17 novembre de poursuivre la location en 1937. Finalement, la Commission Départementale valida son achat le 30 avril 1937. Il faut dire que Berliet, qui souhaitait s'en débarrasser, avait fait une offre attractive : 175 000 francs, desquels devaient être déduits les frais de location déjà acquittés.
Numéroté B 4 par les RFC, il circula régulièrement jusqu'à l'été 1940. Hors-service à la suite d'un incident mécanique, il resta garé durant toute la guerre. La pénurie de gas-oil ne favorisa pas sa remise en état, et on étudia même sa conversion pour la marche au gazogène.
Remis en état après la Libération, il roula au gré des avaries de son moteur. Celui-ci, sous licence Ricardo, nécessitait des soins réguliers, et un passage en révision tous les 20 000 km environ.
Après la reprise de l'exploitation de la ligne de Morteau à Trévillers par les Chemins de fer du Doubs au 1er janvier 1948, le nouvel exploitant envisagea rapidement de le muter sur sa ligne de Pontarlier à Besançon. Jugé plus puissant que les autorails Brissonneau & Lotz qui avaient été rachetés au département de l'Anjou en 1947, il devait y permettre l'emploi d'une remorque. En échange, la ligne des RFC devait bénéficier d'un autorail Brissonneau, qui éviterait les manœuvres de retournement à Maîche.
Cette permutation n'eut lieu qu'au début de l'année 1949. Affecté par la suite à la ligne de Besançon, il faillit être définitivement mis hors de service, à la suite d'une collision avec une goudronneuses des Ponts-et-Chaussées à un passage à niveau non gardé le 14 octobre 1950. Remis en état avant la fin de l'année, il continua à circuler jusqu'au 1er août 1951, date de la fermeture au service des voyageurs de la ligne de Besançon.
Garé en plein air sur les voies de débord de la gare de Pontarlier, il fut proposé une première fois à la vente le 12 janvier 1952. Aucun acquéreur n'ayant proposé d'offre au-dessus du prix de réserve de 600 000 francs, il fut provisoirement conservé par le département. Dans une conjoncture où les possibilités de vente à un autre réseau étaient pour ainsi dire inexistantes, ce dernier se résigna à le céder comme ferraille à M. Vernerey le 15 juin 1953, pour seulement 81 777 francs. Il fut certainement démoli avant la fin de l'année.

## Caractéristiques
| Constructeur                 | Automobiles M. Berliet |
| Type                         | RBAD 100               |
| Numéro                       | B 4                    |
| Écartement [mm]              | métrique (1 000 mm)    |
| Longueur châssis [mm]        | 10 000                 |
| Longueur totale [mm]         | 11 030                 |
| Largeur hors-caisse [mm]     | 2 380                  |
| Hauteur [mm]                 | 3 055                  |
| Entre-axes [mm]              | 4 800                  |
| Empattement bogie [mm]       | 1 200                  |
| Masse à vide / en charge [t] | 9,5 / 11,2             |
| Conduite                     | Unidirectionnelle      |